# Diplandrorchis
Diplandrorchis é um género botânico pertencente à família das orquídeas (Orchidaceae).